# Jean-Baptiste Bastide
Jean-Baptiste Bastide (* 1737 oder 29. Mai 1745 in Berlin; † 1. April 1810 in Paris) war ein französischer Jurist und Sprachforscher.

## Leben

### Familie
Die Vorfahren von Jean-Baptiste Bastide flüchteten als verfolgte Calvinisten (siehe Hugenotten in Berlin) Anfang des 18. Jahrhunderts aus dem Fürstentum Orange nach dem Edikt von Potsdam nach Berlin.
Er war der Sohn des Hauptmanns Daniel Bastide (* um 1697 in Orange; † Mai 1763 in Berlin) und dessen Ehefrau Rachel (* 1721; † 1793), der Tochter des französischen Gerichtsrats Jean Ougier.
Am 9. Juni 1776 heiratete er Marie Judith, die Tochter des Kaufmanns Paul Claude.
Er besaß Mitte der 1770er Jahre ein eigenes Haus in Berlin-Neustadt (siehe Dorotheenstadt), so wohnte er 1801 Unter den Linden 9.
Als die Französische Revolution den Flüchtlingen die Rückkehr nach Frankreich ermöglichte, ließ er sich in Paris nieder. Nach seinem Tod vermachten seine Erben den schriftlichen Nachlass sowie sein gesamtes Vermögen der Bibliothèque nationale.

## Leben
Zur schulischen Ausbildung von Jean-Baptiste Bastide lagen keine Hinweise vor.
Er immatrikulierte sich am 3. Mai 1766 zu einem Studium der Rechtswissenschaften an der Universität Halle und trat 1768 zunächst als Referendar beim Berliner Obergericht in den Justizdienst ein. Seit 1776 war er gleichzeitig als Assessor beim Französischen Untergericht und als Aktuar und Rendant der Depositenkassen sowie als Hypotheken-Buchführer tätig.
Am 4. August 1784 wurde er, als Nachfolger des verstorbenen Obergerichtsrats Levin d‘ Ausin de Caumont (1715–1783), Rat im Französischen Obergericht; er war dort bis 1807 französischer Obergerichtsrat.
1792 wurde er zum Professor der Beredsamkeit an der Königlichen neuen Ritter-Akademie in Berlin ernannt.

### Wissenschaftliches Wirken
Jean-Baptiste Bastide beschäftigte sich intensiv mit dem Begründer der Essayistik, Michel de Montaigne, sowie in seinen sprachwissenschaftlichen Studien mit der altfranzösischen Sprache sowie der Etymologie und veröffentlichte seine Ergebnisse in den Jahren 1796 bis 1804 in den Mémoires de l’Académie Royale des Sciences et Belles-Lettres.

### Mitgliedschaften
Seit 1770 war Jean-Baptiste Bastide Mitglied einer Berliner Freimaurerloge.
Er wurde am 13. Dezember 1792, aufgrund eines Kabinettbefehls von König Friedrich Wilhelm II., ordentliches Mitglied der Berliner Akademie der Wissenschaften.

## Schriften (Auswahl)
- Essai d’un «Montaigne moderne». In: Memoires de l’Academie royale des sciences et belles-lettres de Berlin. 1796. S. 127–148 (Digitalisat).
- Essai d’un «Montaigne moderne»: Suite de l’essai d’un «Montaigne moderne» et «Observations grammaticales et critiques». In: Memoires de l’Academie royale des sciences et belles-lettres de Berlin. 1797, S. 140–147 (Digitalisat).
- Recherches sur le mot environ. In: Memoires de l’Academie royale des sciences et belles-lettres de Berlin. 1798, S. 89–99 (Digitalisat).
- Essai d’un «Montaigne moderne»: Observations grammaticales et critiques sur Montaigne, ou à son occasion. In: Memoires de l’Academie royale des sciences et belles-lettres de Berlin. 1798, S. 124–152 (Digitalisat).
- Recherches sur l’L mouillée. In: Memoires de l’Academie royale des sciences et belles-lettres de Berlin. 1798, S. 153–184 (Digitalisat).
- Des syllabes françoises. In: Memoires de l’Academie royale des sciences et belles-lettres de Berlin. 1799–1800, S. 200–202 (Digitalisat).
- Essai d’un «Montaigne moderne»: Observations grammaticales et critiques sur Montaigne, ou à son occasion. Troisième et dernier mèmoire. In: Memoires de l’Academie royale des sciences et belles-lettres de Berlin. 1799–1800, S. 203–214 (Digitalisat).
- Des mots hier, aujourd’hui et demain. In: Memoires de l’Academie royale des sciences et belles-lettres de Berlin. 1799–1800, S. 215–223 (Digitalisat).
- Sur quelques étymologies françoises. In: Memoires de l’Academie royale des sciences et belles-lettres de Berlin. 1799–1800, S. 224–240 (Digitalisat).
- De quelques étymologies françoises, à l’occasion d’un nouveau Dictionnaire étymologique. In: Memoires de l’Academie royale des sciences et belles-lettres de Berlin. 1801, S. 87–108 (Digitalisat).
- De la prononciation de quelques noms de nombres, et occasionnellement, de quelques étymologies. In: Memoires de l’Academie royale des sciences et belles-lettres de Berlin. 1802, S. 117–130 (Digitalisat).
- Montaigne commenté à neuf. In: Memoires de l’Academie royale des sciences et belles-lettres de Berlin. 1803, S. 86–106 (Digitalisat).
- Examen de cette question: Y a-t-il des triphthongues dans la langue françoise. In: Memoires de l’Academie royale des sciences et belles-lettres de Berlin. 1804, S. 50–64 (Digitalisat).